# Plan Sazonowa

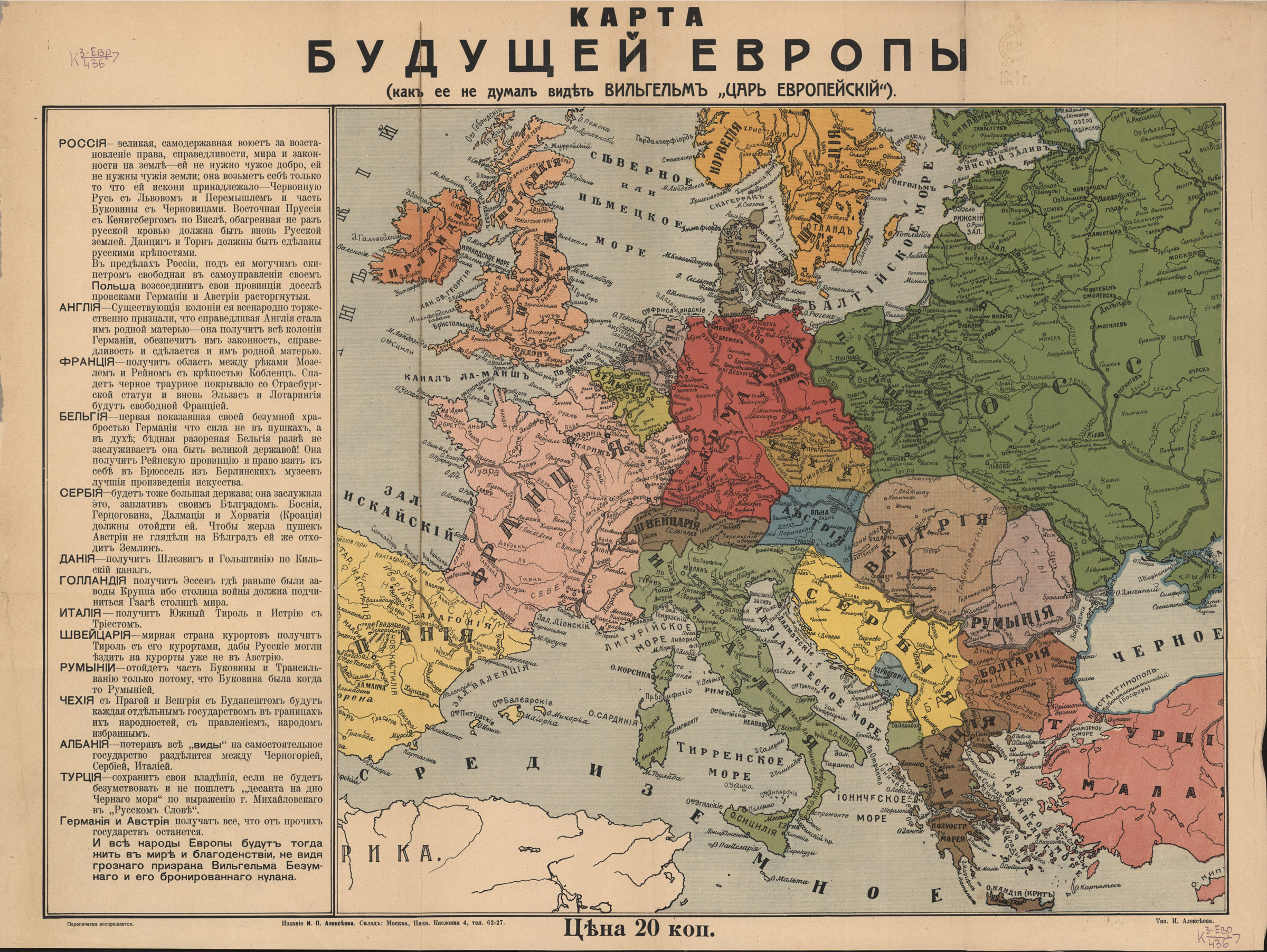
Mapa z drukarni Aleksiejewa przedstawiająca propozycję granic po wygranej przez Rosję wojnie, w rzeczywistości jest ona częściowo sprzeczna z planem Sazonowa, a jej autorstwo jest nieznane

Plan Sazonowa – zarysowany w początkowej fazie I wojny światowej carski plan ładu pokojowego w Europie po spodziewanym zwycięstwie Ententy nad Państwami Centralnymi. Po raz pierwszy został przedstawiony 13 września 1914 przez ministra Siergieja Sazonowa podczas jego przemówienia w Piotrogrodzie. Rosyjskie plany zmian granicznych zostały wydrukowane w Moskwie na specjalnej mapie przez I.P. Aleksiejewa, a 28 października 1914 mapę tę wydano w Warszawie.

## Plany wobec krajów europejskich
Dnia 14 września Sazonow przekazał ambasadorom Francji i Wielkiej Brytanii notę, zawierającą propozycję dotyczącą warunków pokoju i powojennego porządku. Miała ona 11 punktów:
1. Rosja dostanie Prusy Wschodnie i Galicję Wschodnią, zaś przyszła Polska (bez określania ustroju i stopnia niezależności od Rosji) – Wielkopolskę, Śląsk i Galicję Zachodnią.

2. Francja dostaje z powrotem Alzację i Lotaryngię, z możliwością zajęcia/okupacji potencjalnie także Palatynatu i Nadrenii.

3. Przyłączenie do Belgii znacznych terenów Niemiec (bez dokładnego określania przyszłej granicy, do ustalenia później).

4. Szlezwig i Holsztyn wracają do Danii.

5. Przywrócenie niezależnego Królestwa Hanoweru na terenie Niemiec.

6. Austro-Węgry stają się państwem unitarnym zajmującym tereny Węgier, Austrii właściwej oraz Czech.

7. Austro-Węgry tracą przy tym na rzecz Serbii Bośnię, Hercegowinę i Dalmację.

8. Bułgaria w zamian za neutralność dostanie część serbskiej Macedonii, a Grecja – południową Albanię.

9. Valona (Vlore, port w Albanii) dostają Włochy w zamian za neutralność.

10. Niemieckie kolonie zostaną podzielone między Wielką Brytanię, Francję i Japonię.

11. Wypłata kontrybucji przez Państwa Centralne Aliantom.
W dniu 26 września, Sazonow osobną notą dyplomatyczną wysunął dwunaste żądanie:

12. Rosja musi dostac gwarancje wolnej żeglugi (także okrętów wojennych) przez Bosfor i Dardanele.
Elity kierownicze Imperium Rosyjskiego zamierzały ograniczyć państwo Habsburgów do ich dziedzicznych posiadłości (tereny wokół Wiednia, Linzu i Grazu. Albania miała ulec rozbiorowi, a jej terytorium miały zostać podzielone pomiędzy Grecję, Serbię i Włochy, które miały otrzymać port we Wlorze. Sazonow planował poszerzenie terytorium Danii o Szlezwik aż po Kanał Kiloński, a Szwajcarii o Tyrol. Holandia miała uzyskać część Nadrenii, a Belgia tereny na zachód od Renu i Mozeli. Włochy miały uzyskać Tyrol Południowy, Istrię, Triest i Karyntię z Klagenfurtem. Węgry miały wedle carskich planów zrezygnować z Banatu zamieszkanego przez niemieckich Sasów. Niemcy miały zostać okrojone z trzech stron, ale pozostając niepodzielnym państwem. Zrezygnowano z planów rozbicia ich na pojedyncze księstwa i królestwa.

## Plany wobec Polski
Polskę rozpatrywano dwojako: albo jako autonomiczne państwo związane unią z Rosją i wchodzące w skład Imperium Rosyjskiego, albo jako prowincję tegoż imperium ("Polski Kraj") z odrębnym samorządem.
Powstały dwie koncepcje granic Polski znane z dwóch różnych map. Wariant pierwszy jest przypisywany Sazonowowi (w każdym razie bliski jego koncepcjom lub przez niego inspirowany), chociaż nie ma dowodów na to, że osobiście wytyczył on linie graniczne. Wariant drugi powstał w rosyjskich sferach rządzących, natomiast stosunek Sazonowa do proponowanych w nim rozgraniczeń nie jest do końca jasny. Być może sam minister wahał się pomiędzy dwoma pomysłami kształtu terytorialnego Polski. Obie mapy umownie nazywa się "mapami Sazonowa". Oba warianty zakładały, że Galicja Wschodnia jako Ruś Halicka zostanie wcielona do Rosji.

### Wariant granic Polski z mapy Aleksiejewa
Pierwsza z koncepcji prowadziła granicę zachodnią autonomicznej Polski linią Odry z wyspą Wolin po stronie polskiej, natomiast ze Szczecinem, Głogowem, Raciborzem i Brzegiem dla Niemiec. Mapa nie rozstrzyga jednoznacznie komu miałyby przypaść Wrocław i Opole. Granica północno-wschodnia miała odcinać od Polski całe Prusy Wschodnie po bieg Wisły. Rosji miały przypaść Gdańsk i Toruń. Północna część granicy polsko-rosyjskiej miała biec prawym brzegiem Wisły nieopodal Rypina i Mławy, nie dochodząc do twierdzy Osowiec, która miała pozostać po stronie rosyjskiej, następnie biec do Siemiatycz, gdzie przecinała Bug. Granica wschodnia odcinała od Polski Chełmszczyznę. Nie sprecyzowano, komu miał przypaść Zamość. Od okolic Zamościa miała przebiegać do Sanu w okolicach Jarosławia. Granica południowa Polski miała przebiegać wzdłuż Karpat od Łomnicy w kierunku na zachód do Beskidów.

### Drugi wariant granic Polski
W tym samym czasie powstała druga mapa przedstawiająca inny wariant autonomicznego polskiego tworu państwowego pod berłem rosyjskim. Powstała ona zapewne w otoczeniu wielkiego księcia Mikołaja Mikołajewicza, który wydał odezwę do Polaków z 14 sierpnia 1914, a prezentowała projekt państwa polskiego, w którym Polacy byliby mniejszością zdominowaną przez żywioł niemiecki. Mapa "przesuwała" Polskę nieco bardziej na zachód. Na zachodzie granica polsko-niemiecka miała przebiegać Odrą i prawdopodobnie Nysą Łużycką W tej wersji przyznawano Polsce Szczecin, Frankfurt nad Odrą i Wrocław. Warto zauważyć, że już wówczas pojawiła się w Rosji koncepcja granicy na Odrze i Nysie Łużyckiej jako najbezpieczniejszej dla imperium carskiego, bo najkrótszej, granicy z Niemcami. Z kolei na wschodzie autonomiczna Polska miała zostać drastycznie okrojona. Zamierzano wcielić do Rosji tereny po Mińsk Mazowiecki i Tarnów wraz z Kolbuszową, Rzeszowem, Niskiem, Leżajskiem, Przeworskiem i Łańcutem.

## Kwestia realizacji planów Sazonowa
Sazonow do 1916 r. próbował forsować plany autonomizacji Polski pod zwierzchnictwem rosyjskim. Po raz ostatni przedstawił ten plan 12 lipca 1916. Klęska Rosji na froncie doprowadziła do utraty przez rząd carski faktycznej kontroli nad ziemiami polskimi. Wobec tego przestano się w Piotrogrodzie interesować polskimi zagadnieniami. 20 lipca 1916 Sazonow został zdymisjonowany przez cara. U schyłku II wojny światowej nawiązał do nich Józef Stalin, zwłaszcza przy wytyczaniu zachodnich granic Polski.